# Salone della Cultura

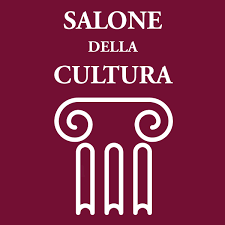
Logo dell'evento

Il Salone della Cultura è una fiera nazionale annuale legata al mondo del libro e della cultura che si svolge a Milano dal 2017.

## Storia
Nato nel 2017 il Salone della Cultura, è andato crescendo come importanza di edizione in edizione. È stata la prima fiera in Italia a mettere sotto lo stesso tetto il mondo dell’editoria, dell’usato e antiquario.